# 鈴木孝男
鈴木 孝男（すずき たかお、1944年〈昭和19年〉3月25日 - ）は、日本の経済産業官僚。1967年に東京大学法学部を卒業後、通商産業省（現経済産業省）に入省。通商産業省機械情報産業局自動車課長、環境立地局長等を経て退官。1998年より日本自動車工業会の副会長・専務理事を6年務め、その後独立行政法人中小企業基盤整備機構の初代理事長、三菱ふそうトラック・バス株式会社会長を歴任。

## 経歴
- 1967年（昭和42年）4月      通商産業省 機械情報産業局 総務課 入省
- 1988年（昭和63年）6月      通商産業省 機械情報産業局 自動車課長
- 1992年（平成4年）7月        通商産業省 近畿通商産業局長
- 1993年（平成5年）7月        通商産業省 資源エネルギー庁 石油部長
- 1994年（平成6年）7月        通商産業省 中小企業庁 次長
- 1995年（平成7年）7月        通商産業省 環境立地局長
- 1996年（平成8年）             中小企業金融公庫 理事
- 1998年（平成10年）6月        日本自動車工業会 副会長 兼 専務理事
- 2004年（平成16年）           独立行政法人 中小企業基盤整備機構 理事長
- 2008年（平成20年）7月      三菱ふそうトラック・バス 顧問
- 2008年（平成20年）7月      三菱ふそうトラック・バス 取締役 副会長
- 2009年（平成21年）3月      三菱ふそうトラック・バス 取締役 会長
- 2010年（平成22年）4月      メルセデス・ベンツ日本株式会社 社外取締役
- 2012年（平成24年）           一般財団法人 日本立地センター 理事長
- 2015年（平成27年）4月      三菱ふそうトラック・バス 取締役 相談役（会長退任）
- 2016年（平成28年）3月      三菱ふそうトラック・バス 相談役
- 2016年（平成28年）6月      一般財団法人 日本立地センター 評議員 (理事長退任)
- 2016年（平成28年）6月      株式会社ミクニ 社外取締役
- 2020年（令和2年）4月        三菱ふそうトラック・バス 特別顧問
- 2020年（令和2年）6月        株式会社キムラタン 社外取締役

## 役職
| 官職          | 官職                                        | 官職          |
| ------------- | ------------------------------------------- | ------------- |
| 先代 江崎格   | 通商産業省 近畿経済産業局長 1992年 - 1993年 | 次代 一柳良雄 |
| 先代 齊藤眞人 | 通商産業省 環境立地局長 1995年 - 1996年     | 次代 稲川泰弘 |

| 先代 富永孝雄 | 日本自動車工業会 副会長・専務理事 1998年 - 2004年          | 次代 名尾良泰               |
| 先代 江頭啓輔 | 三菱ふそうトラック・バス 代表取締役会長(4代) 2025年 - 現在 | 次代 アルバート・キルヒマン |